# Chiarissimo Fancelli

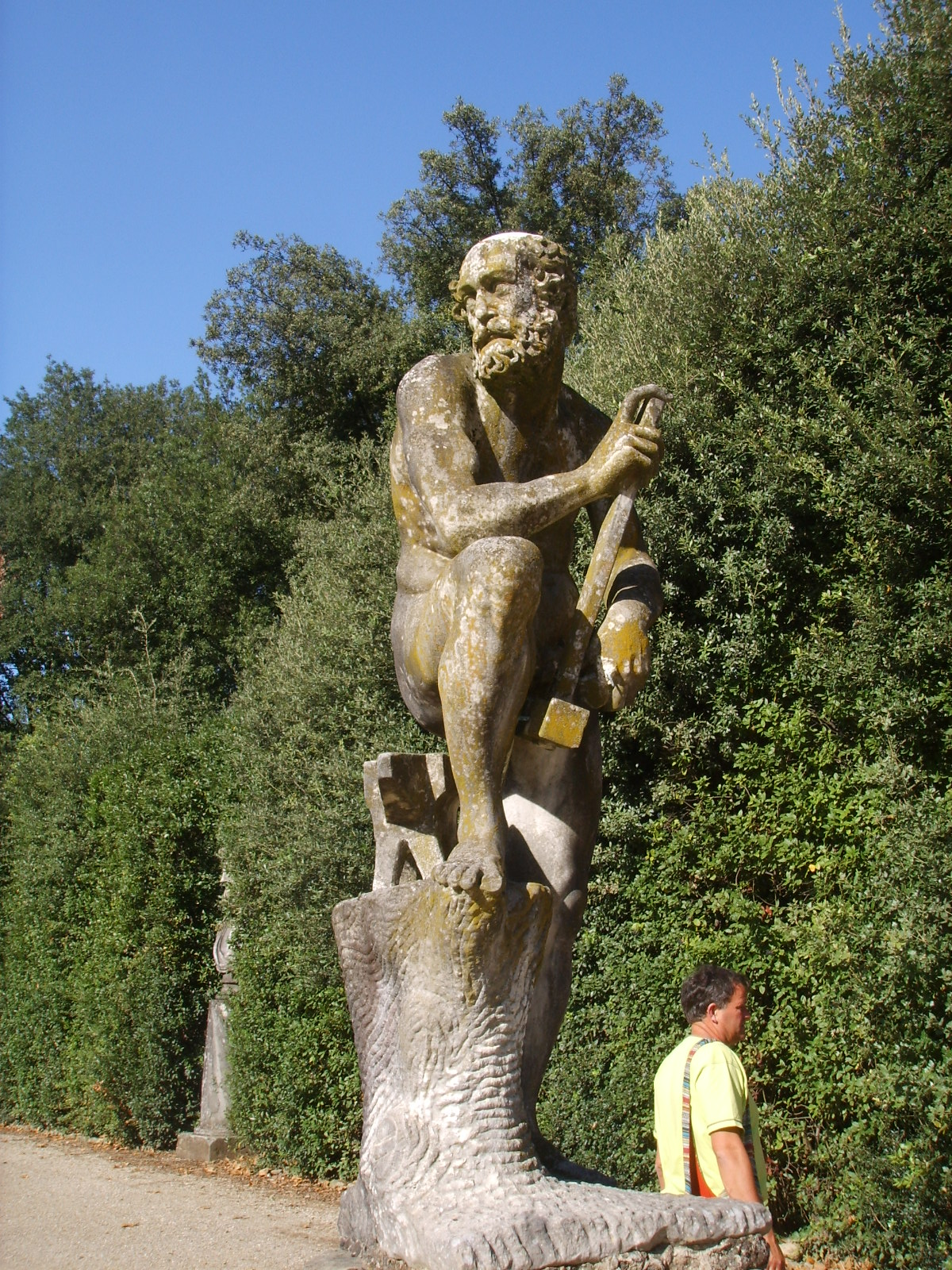
Statua di Vulcano, Giardino di Boboli, Firenze

Chiarissimo d'Antonio Fancelli (Settignano, prima del 1588 – Firenze, 23 maggio 1632) è stato uno scultore italiano.

## Vita e opere
Di Chiarissimo Fancelli non abbiamo una data di nascita certa, nonostante che Filippo Baldinucci ci abbia lasciato una sua Vita nel tomo Notizie de' Professori del Disegno, Da Cimabue in qua, si sa comunque che nacque a Settignano, paese prossimo a Firenze, alla fine del Cinquecento. Esercitò la sua arte prevalentemente in Toscana.
Artista nato a cavallo tra il Manierismo e il Barocco,  fu influenzato dal Buontalenti, l'ultimo manierista, ma anche dai grandi scultori fiorentini dello stesso periodo come Bartolomeo Ammannati e il Giambologna.
Visse il tramonto della grande maniera e la nascita del barocco all'inizio di un periodo nel quale Firenze cominciò a mostrare i segni del suo declino artistico.
Entrò nella bottega di Giovanni Caccini dove apprese l'arte della scultura e del restauro delle antiche statue. Fra le sue prime opere il Baldinucci cita un pergamo e le statue di Santa Cristina e Santa Maria Maddalena per il Duomo di Pisa che nel volume Nuova guida per la città di Pisa del 1833 vengono datate 1588 il che ci fa capire che il Fancelli sia nato prima di questa data e abbastanza adulto da compiere delle sculture di propria mano.
Chiamato a corte da Cosimo II de' Medici fece un busto del Granduca posto in un palazzo in Borgo Santi Apostoli già proprietà delle Monache di Candeli. Da questo momento fu chiamato sempre più spesso per varie commissioni come il restauro di alcune statue antiche che si trovavano nella Galleria degli Uffizi e nella raccolta di Palazzo Pitti e per le quali, il giorno 29 febbraio 1619, probabilmente una statua romana di Ercole, viene pagato nella misura di Lire 119.
(Gabriella Capecchi, Maria Grazia Marzi, Vincenzo Saladino, I granduchi di Toscana e l'antico: acquisti, restauri, allestimenti, L. S. Olschki, 2008, p. 76)

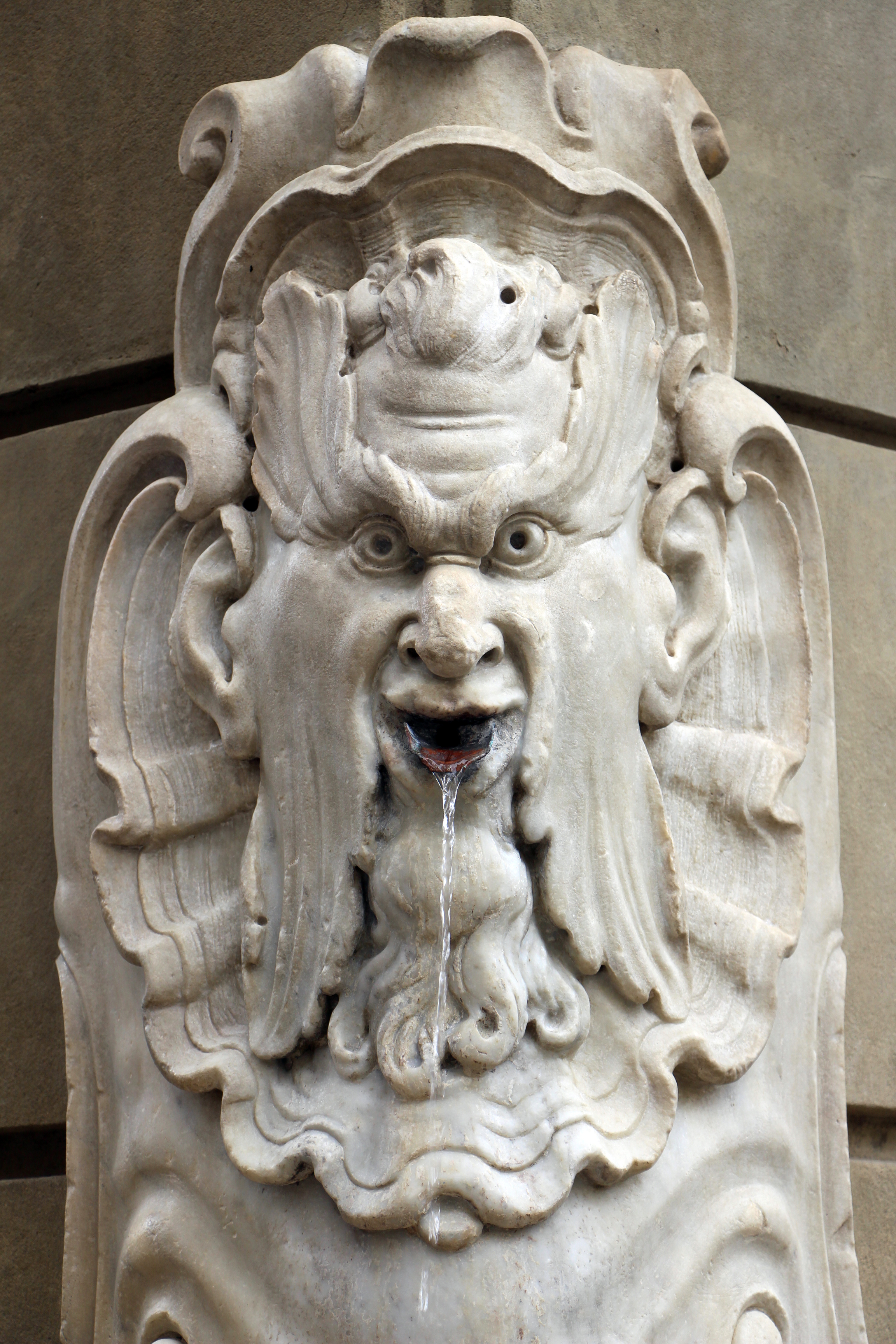
Fontana con Mascherone o dello Sprone, Loggia del Grano, Firenze

Oltre ad altre 168 lire per aver restaurato una statua della dea Vesta in alabastro greco.
Un altro busto del Granduca si trova sul cornicione di Palazzo Donati in Borgo Albizi, ma la sua opera più famosa fu la decorazione della Loggia del Grano con mascheroni che abbellivano gli angoli dell'edificio costruito da Giulio Parigi nel 1619. Come dice il Baldinucci:
I suoi Mascheroni richiamano palesemente l'esempio buontalentiano della Fontana dello Sprone aggiungendovi un manierismo ormai estremo nella trasfigurazione degli ornamenti, volti bacchici mutuati dal teatro barocco dell'invenzione, non più legati alle forme pure del Rinascimento con volumi ben dosati, ma che escono dalle loro stesse cornici creando ali e cartigli.
Nel 1622 lavora a Livorno nel Palazzo della Colonnella dove scolpisce altri busti dei Principi Medicei anche se curiosamente viene definito: "scultore Sanese" e non fiorentino.
Fra le sue opere più celebri si può annoverare la Statua di Vulcano posta nel giardino di Palazzo Pitti abitazione del Granduca di Toscana.
Nel 1624 è citata una sua posizione di prestigio all'interno dell'Accademia del Disegno, dato che in un documento datato 21 settembre 1624 i soci vengono invitati a pagare la tassa d'iscrizione allo scultore fiorentino.
Mentre a Pisa decorò Palazzo Lanfreducci alla Giornata sul Lungarno Pacinotti con lo stemma della casata. Nel 1627 venne incaricato di ricomporre ed integrare il pulpito di Giovanni Pisano danneggiato dall'incendio del 1595, ma finì per utilizzarne pochissime parti e realizzò di fatto un nuovo pulpito di forma rettangolare posto verso metà navata destra della cattedrale. Successivamente, quando nel 1926 il pulpito di Giovanni Pisano venne riassemblato nella maniera ritenuta all'epoca più vicina possibile all'originale, il pulpito di Fancelli, senza le parti del Pisano, venne spostato nella chiesa di Santo Stefano dei Cavalieri.
Secondo il Baldinucci Chiarissimo Fancelli morì a Firenze il 23 maggio del 1632 e sepolto nella Basilica della Santissima Annunziata. Tra i suoi allievi Domenico Pieratti e Giovanni Battista Pieratti ma il più celebre fu Giovanni Gonnelli più conosciuto come il Cieco da Gambassi.

## Altre opere

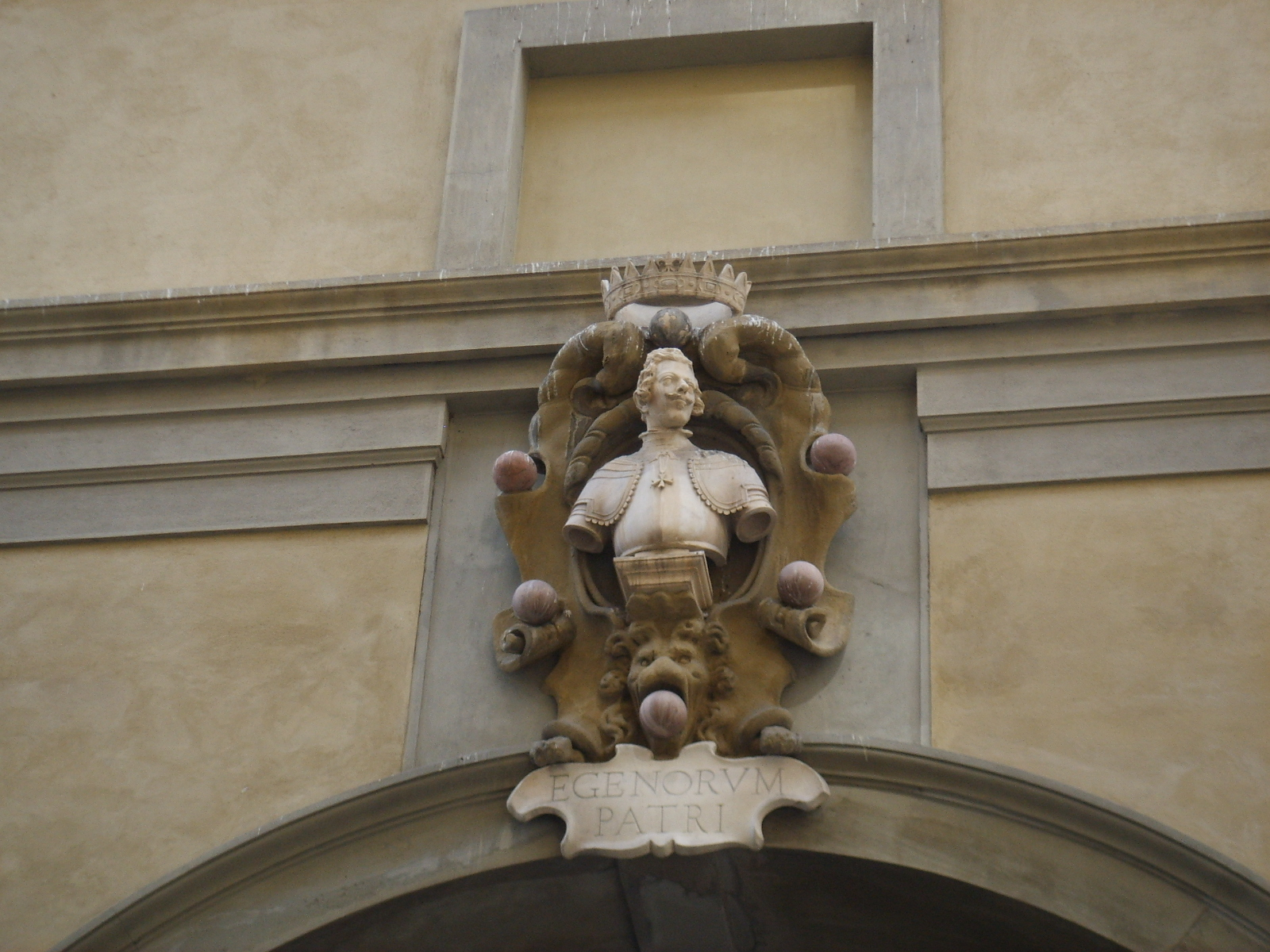
Busto di Cosimo II de' Medici, Loggia del Grano
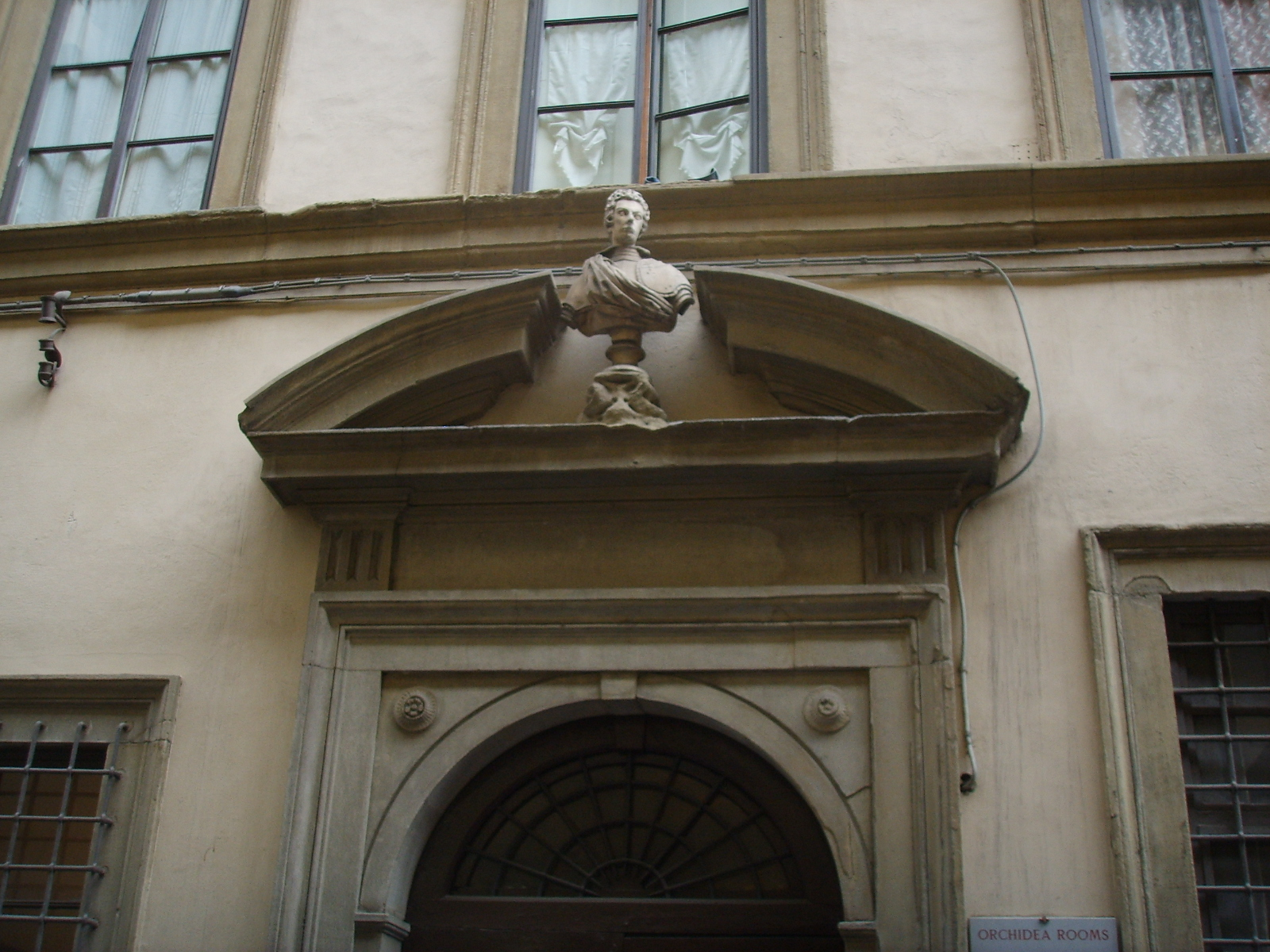
Busto di Cosimo II de' Medici, Palazzo Donati